# プテラノドン
プテラノドン（Pteranodon、「歯のない翼」の意）は、中生代白亜紀後期（約8,930万 - 7,400万年前。詳しくは、中生代白亜紀後期前期 - 同後期、コニアク階 - カンパニア階。年代の詳細は「地質時代」で確認可能）に生息していた翼竜の一種および属。なお後述の理由により、一般に本種のみで本属を構成する。
翼指竜亜目（プテロダクティルス亜目）- オルニトケイルス上科- プテラノドン科に分類するのが一般的だが、オルニトケイルス上科をオルニトケイルス亜目（もしくは、プテラノドン亜目）として翼指竜亜目と区別する説もある。
多くの化石は北アメリカのカンザス州やアラバマ州、ネブラスカ州、ワイオミング州、サウスダコタ州で発見される。日本の北海道でも断片が見つかっていることから、本属または近縁種は広範囲に分布していたと推測されている。
恐竜や翼竜をテーマにした小説や漫画、映画などによく登場しており、一般に最もよく知られている翼竜の一つであり、代表的かつ象徴的な存在である。
代表種の一つだった P.sternbergiがゲオステルンベルギア Geosternbergiaという独立属になったため、現在はP. longiceps一種のみで知られている。

## 呼称

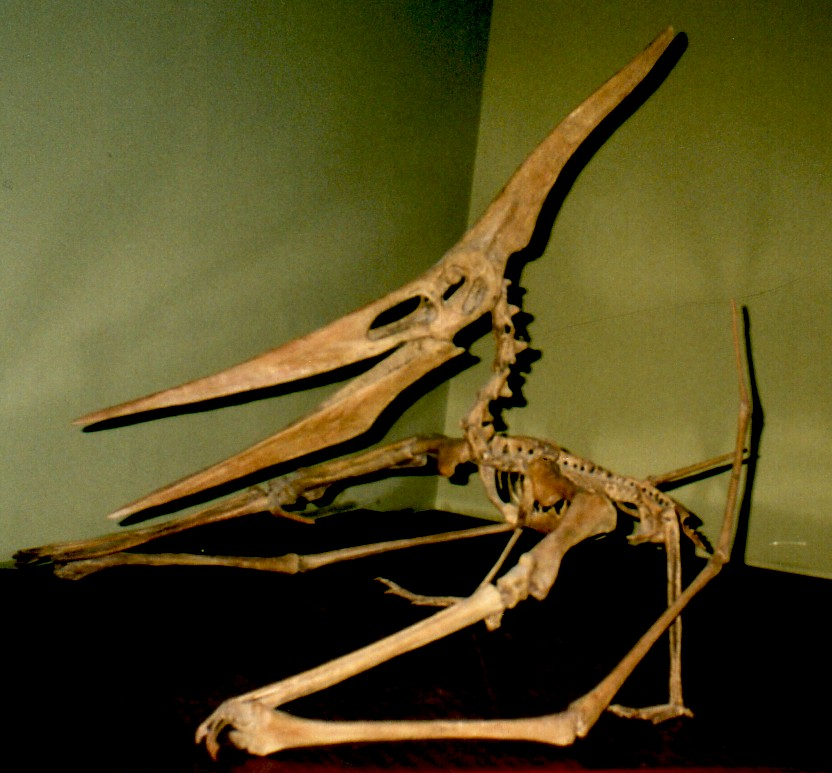
“翼があり歯がないもの”（プテラノドン・ロンギケプスの骨格化石）

属名は、ギリシア語: πτερόν （pteron; “翼”）、αν-（an-; 否定辞）、ὀδoύς （odous; “歯”）を連接したもので、「翼があり歯がない（もの）」の意。
中国語では「無歯翼竜」（繁体字: 無齒翼龍、簡体字: 无齿翼龙）と表記されている。
英語では語頭の p を黙字とし、[tɨˈrænədɒn]「ティラノドン」のように発音する。
模式種P. longiceps の種小名longicepsは「longi（長い）+ ceps（頭）」を意味する。

## 化石・分類

### プテロダクティルス
最初の化石は、米国はカンザス州西部の白亜紀後期に属するスモーキー・ヒル白亜層にて1870年、古生物学者オスニエル・チャールズ・マーシュらによって発見された。1876年5月2日には、同じ地域のスモーキー・ヒル川（en）から、最初の頭蓋骨化石が化石収集家S・W・ウィリストン（en）によってもたらさせている。これらは模式種・ロンギケプス（P. longiceps）だった。
発見当初は、歯があるとの解剖学的誤認も手伝って原始的なプテロダクティルス属に分類され、少なからず混乱があったが、間もなく改められ、ウィリストンによって集められたほぼ完全な骨格化石標本を基にして1876年、マーシュにより、genus Pteranodon （プテラノドン属）の名が与えられた。この模式個体は、翼を全開したときの左右の翼の端から端までの距離・長さである翼開長は約7メートルである。
もう一つの代表的な種・ステルンベルギ（P. sternbergi ）は翼開長約9メートルと大型であり、約50年の間プテラノドン属の最大種とされていたが2010年にゲオステルンベルギア属に再分類された。

### 整理
その他の種、P.occidentalis、P. velox、P. umbrosus、P. harpyia、および、P. comptus はS・C・ベネット（S. C. Bennett）らによって発見され、プテラノドン属に書き加えられていたが、全てが先の代表種であるロンギケプスとステルンベルギ、この2種のいずれかのシノニムだろうと考えられており、整理されるものと見られる。
ゆえに、これらをすでに著さない書物も多い。
なお、過去に著名だったが今は標本の有効性への疑念から疑問名（nomen dubium）とされ使われなくなってきた学名に Pteranodon ingens （プテラノドン・インゲンス）があり、かつてその種に同定された標本の多くはロンギケプス種に再同定されている。

### 元プテラノドン
また、今は別属もしくはアズダルコ上科- アズダルコ科（Azhdarchidae）に分類されているボゴルボウィア・オリエンタリス（ボゴルボヴィア、Bogolubovia orientalis）や、アズダルコ科とされるベンネッタジア・オレゴネンシス（Bennettazhia oregonensis）は、かつてはプテラノドンと考えられ、それぞれプテラノドン・オリエンタリス（Pteranodon orientalis）、プテラノドン・オレゴネンシス（Pteranodon oregonensis）とプテラノドンの1種の名で呼ばれていたものである。

## 生物的特徴

### 形態と生態

#### 体格

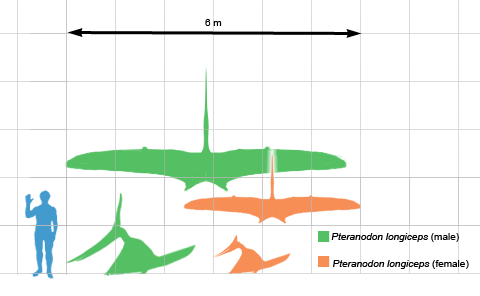
オス（緑）とメス（橙）を人と比較した大きさ。

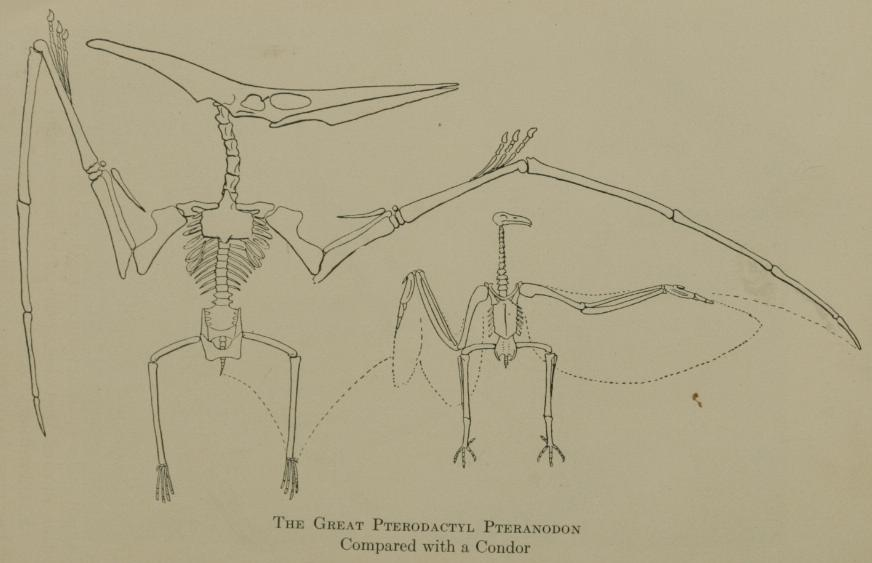
プテラノドン（左）とコンドル（右）の骨格および体格の比較図

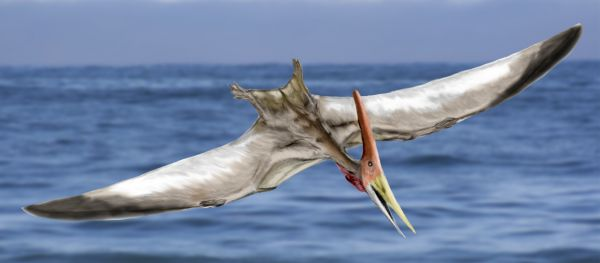
復元図

翼開長はロンギケプス種で約7 - 8メートル、ステルンベルギ種では約9メートルもの大きさになるが、揚力を稼き出すための翼は羽毛ではなく皮膚と同じ組織でできている、膜状の翼である皮翼で、骨格はいたって軽量な構造体となっている。推定体重は15 - 20キログラムと中型犬と同程度でしかなく、力強く羽ばたくために必要な筋肉量を付着させ得る骨表面のスペースは鳥類ほど多くない。それゆえに、昔の映画でしばしば描写されたような、人間を鷲掴みにして空中に舞い上がるだけの力はなかったと考えられる。同様に、後肢の構造に大きな動物を押さえ込むような力強さがあったようには見えず、地上での移動に際して前肢の3本指とともに四つ足歩行をするのに用いられる程度のものだったと推測される。これで人間ほどの重量のある物体を吊り上げることは困難である。

#### とさか
後頭部にある骨性の長大なトサカには、「飛翔中、気流の中で首の付け根を支点として嘴（くちばし）との均衡をとり、わずかな力で嘴を動かせるようにする」「求愛ディスプレイや、同族間の識別」などの用途があったと推測されている。
しかし、性差により雌はこれを欠くともされ、もしそうであれば前出の推論も一部は怪しいことになる。
また、ロンギケプス種が上の嘴からトサカの先まで直線的であるのに対し、ステルンベルギ種（ゲオステルンベルギア・ステルンベルギ）のトサカは斧のようで頭頂に向けて突き出しているなど、トサカの形状は種によって大きな差異が見られ、分類の基準の一つになっている。

#### 飛翔
多少は羽ばたいたと推測されるが、基本的には筋力をあまり使わず、上昇気流に乗ってグライダーのように滑空し、陸地から数100kmも離れた海上へ飛んでいけたと考えられる。
翼面積当たりの体重が現生のグンカンドリに近いため、グンカンドリと同じく海上の熱上昇気流に乗ってゆったりと滑空したという説がある。グンカンドリは海鳥でありながら泳げないため、飛行しながら海面に浮いてきた魚を見つけては、急降下して嘴でくわえ取る。
一方で、翼の開張時の縦横の長さの比率は現生のアホウドリに近く、プテラノドン=9：1、アホウドリ=8：1 である。そのため、アホウドリと同じダイナミックソアリングをしたという説もある。アホウドリは海上で多くの時間を滑空し続け、効率よく魚を獲るために、積極的に翼を動かすことをほとんどしない。翼の生み出す揚力が大きく余裕があるため、無駄な羽ばきをする必要がない。海面近くと上空の風速の差を利用し、風からエネルギーを得て飛行する。
なお、プテラノドンが泳げたか、海面に降りてまた飛び立つことが出来たかは、諸説が有って判然としない。

#### 体毛
飛翔による大きなエネルギー代謝を維持するため、恒温性で、ランフォリンクス科のソルデスに見られるような体毛が、プテラノドンにもあったと推測される。また、現在の海鳥の多くがそうであるように、水中の魚類に気付かれぬよう、体毛が白色だった可能性がある。なお、化石に残ったソルデスの体毛は羽毛に近いとされるが、細い針状の鱗（うろこ）だった可能性もある。

#### 捕食
プテラノドンは魚食性（「食性のリスト」参照）である。胃が納まっていたと推測される位置から多くの魚の化石が発見された個体もいくつかある。彼らは風に乗って滑空しながら水面近くを飛び、長い嘴を水中に挿し入れて魚を捕食していたとされる。下の嘴には袋状の皮膜を具えており、上述のような捕食行動の際、飛び込んできた獲物をここで捕らえ、あるいは蓄えることができたと考えられている。

### 誤認
同じ白亜紀後期の古生物ということで、プテラノドンと例えばティラノサウルスなどは同時期に生息していたかのような描写が、専門的でない書物などで散見される。しかし少なくとも化石の発見例から、これは間違いである。プテラノドンが生きたのはカンパニア期（約8,300万 - 約7,400万年前）までであって、同紀末期にあたるマーストリヒト期（約7,400万 - 約6,500万年前）での生息は正式に確認されていない。更にティラノサウルスにいたっては、約7,000万 - 約6,500万年前とマーストリヒト期でも最末期のわずか約500万年を生きたに過ぎない。プテラノドンの生息の証拠（化石）が確認できなくなる時期、つまり絶滅したとされる時期と、ティラノサウルスの最も早期の発見例の間には、約400万年の時間的差異があることになる。
大絶滅期（K-T境界）前夜の時代、ティラノサウルスがいた北アメリカの空はすでにおおかた鳥類のものとなっており、多様性を減衰させた翼竜はケツァルコアトルス等のアズダルコ科などの限られたものしかいなかったというのが、現在の定説である。プテラノドン自体は上述のように白亜紀末期に生息した証拠がないが、比較的近縁とされるニクトサウルスはマーストリヒト期の生息とされる。